# Emesis fatima
Emesis fatima är en fjärilsart som beskrevs av Pieter Cramer 1780. Emesis fatima ingår i släktet Emesis och familjen Riodinidae. Inga underarter finns listade i Catalogue of Life.